# Corydoras haraldschultzi
Corydoras haraldschultzi là một loài cá da trơn nước ngọt nhiệt đới thuộc chi Corydoras trong họ Callichthyidae. Loài này được tìm thấy ở phía tây và trung tâm lãnh thổ Brazil và đông bắc Bolivia.
Loài này được đặt theo tên của một thương nhân và là một nhà ngư học, Harald Schultz.

## Mô tả
C. haraldschultzi trưởng thành dài khoảng 7,5 - 8,5 cm. Chúng thường sống ở tầng đáy của các sông hồ, thích hợp với môi trường nước có độ pH từ 6,0 đến 8,0, độ cứng của nước khoảng 2 - 25 dGH và nhiệt độ khoảng từ 22 đến 26 °C. Thức ăn chủ yếu của C. haraldschultzi là giun, côn trùng, động vật giáp xác và rong rêu. Cá mái đẻ trứng trong thảm thực vật dày và không bảo vệ trứng. Ở C. haraldschultzi trưởng thành, cá đực có xu hướng nhỏ hơn so với cá mái.
C. haraldschultzi thường bị nhầm lẫn với Corydoras sterbai, mặc dù C. sterbai có mỏ tròn, trong khi C. haraldschultzi có mỏ dài. Một điều dễ thấy để phân biệt giữa chúng là: C. haraldschultzi có chấm đen trên mảng màu vàng ở đầu, còn C. sterbai thì có chấm đen trên mảng màu đen.
Tương tự như các loài khác trong Corydoras, C. haraldschultzi cũng được nuôi làm cá cảnh.

## Sinh sản
Trong điều kiện nuôi nhốt, tới mùa sinh sản, cá mái giữ trứng trong một túi tạo bởi vây bụng của nó. Sau đó, chúng sẽ bơi đến một nơi thích hợp đã được dọn sạch trước đó, nơi nó sẽ gắn những quả trứng rất dính lên bề mặt. Trứng cá có đường kính 2 mm, thường nằm ở mặt dưới của lá cây dương xỉ.